# مقاطعة مكمين (تينيسي)
مقاطعة مكمين هي مقاطعة في تينيسي، بلغ عدد سكانها 52٬266  نسمة، في 2010، عاصمتها أثينا، تبلغ مساحتها 1٬119 كيلومتر مربع.

## الموقع
تشترك في الحدود مع:
- مقاطعة روان (تينيسي)
- مقاطعة بولك (تينيسي)
- مقاطعة برادلي
- مقاطعة مونرو (تينيسي)
- مقاطعة لودون (تينيسي)
- مقاطعة ميغس (تينيسي).

## التقسيمات الإدارية
- أثينا.